# Dag Hammarskjöld
Dag Hjalmar Agne Carl Hammarskjöld, AFI /ˈdɑːɡ ˈhâmːarˌɧœld/ ( ? i  escolteu-ne la pronunciació en suec); (Jönköping, Suècia, 29 de juliol de 1905 - Ndola, Zàmbia, 18 de setembre de 1961), conegut simplement com a Dag Hammarskjöld, fou Secretari General de l'Organització de les Nacions Unides (ONU) entre l'abril de 1953 i el 18 de setembre de 1961, dia en què va morir assassinat durant un viatge aeri per a intervenir en el conflicte de Katanga al Congo Belga. Fou guardonat amb el Premi Nobel de la Pau el 1961.

## Biografia

### Joventut
Dag Hammarskjöld neix en una família que serveix a la monarquia sueca des del segle XVII i es traslladà de ben jove a Uppsala. Fou el quart i el més jove dels fills de Hjalmar Hammarskjöld, Primer Ministre de Suècia i Agnes Almquist. El seu pare, Hjalmar Hammarskjöld va ser professor de dret internacional, membre del Tribunal Permanent d'Arbitratge, ambaixador a Dinamarca, governador del comtat d'Uppsala, diverses vegades ministre i primer ministre suec de 1914 a 1917. El seu germà major, Bo, també va ser governador de la província. El seu germà Åke va treballar com a diplomàtic en l'Ambaixada de Suècia als Estats Units abans de convertir-se en membre de la Secretaria de la Societat de Nacions (SDN) en la seva creació i després, jutge el 1936 en la Cort Permanent de Justícia Internacional de la Haia.

### Carrera a Suècia
Graduat de la Universitat d'Uppsala en Dret i Economia Política, també segueix els ensenyaments de John Maynard Keynes en la Universitat de Cambridge. Dag Hammarskjöld va exercir de 1930 a 1934 les funcions de secretari del comitè governamental encarregat de la desocupació. Al mateix temps, redacta una tesi d'economia en la Universitat d'Estocolm sobre els cicles econòmics. Va ingressar en el Banc Central de Suècia el 1936 i es va convertir en president del consell d'administració de 1941 a 1948. El 1947 va participar, per compte del Ministeri de Relacions Exteriors de Suècia, en la conferència de París sobre l'aplicació del Pla Marshall. El 1948, participa en la conferència que crea l'organització europea de cooperació econòmica.
Posteriorment, i encara que no es va unir a cap partit polític, va ocupar càrrecs en diversos governs socialdemòcrates. El 1949 va esdevenir ministre d'Afers Exteriors. El 1950, va presidir la delegació sueca a la conferència creant UNISCAN, un fòrum de consulta econòmica que reuneix Dinamarca, Noruega, Suècia i el Regne Unit. El 1951 va ser nomenat ministre sense cartera i es va convertir en vicepresident de la delegació sueca a les Nacions Unides, que en fou el president un any després.

### Secretari general de les Nacions Unides

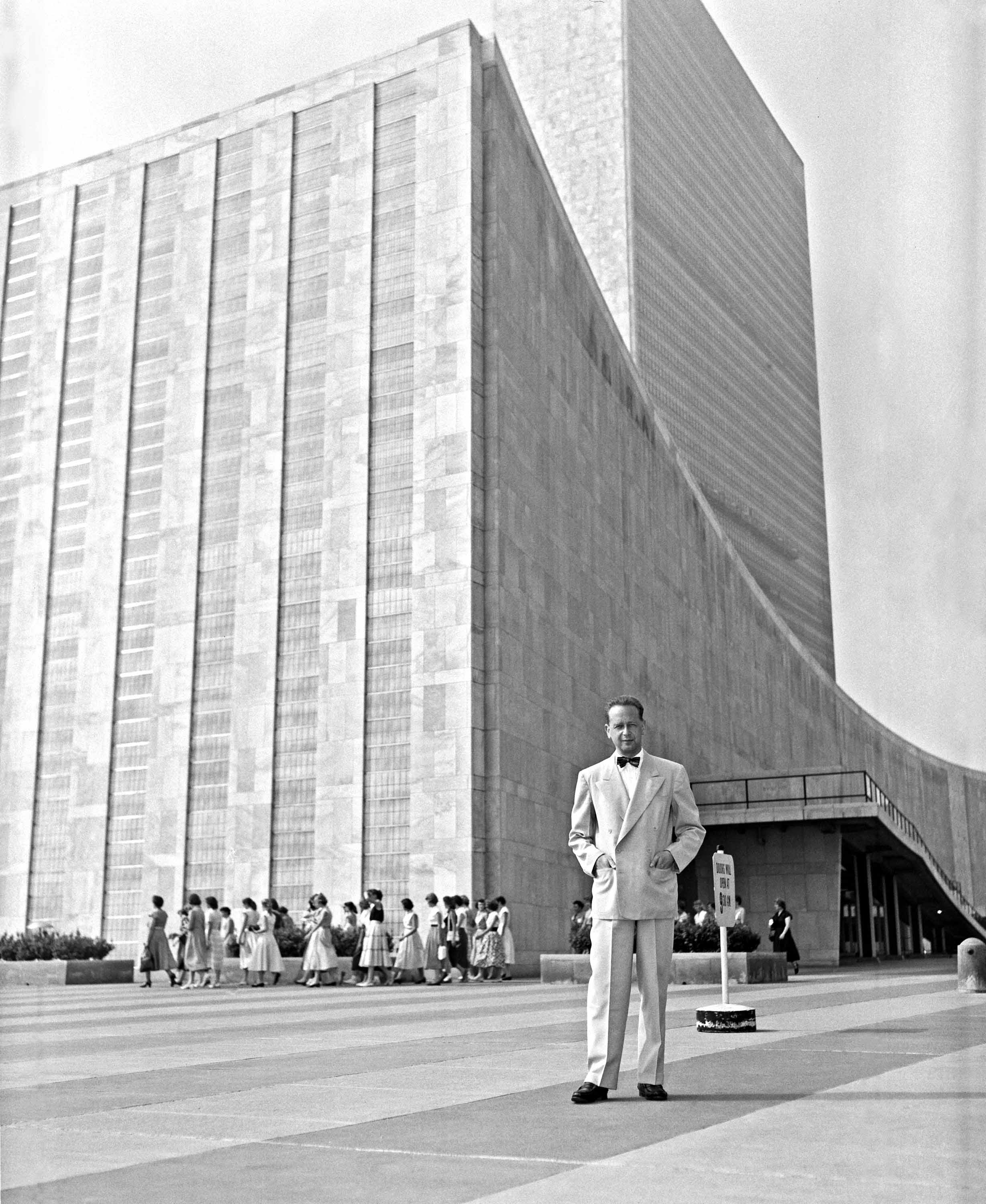
Dag Hammarskjöld davant la seu de les Nacions Unides a Nova York el 1953

Després que Trygve Lie renunciés al càrrec de secretari general de les Nacions Unides, 7 dels 10 membres del Consell de Seguretat van proposar substituir-lo per Dag Hammarskjöld el 31 de març de 1953. És elegit per l'Assemblea General, el 10 d'abril de 1953, per 57 vots sobre 60 i reelegit per a aquest càrrec, per unanimitat, el 1957.

Des de l'inici del seu mandat, Hammarskjöld va intentar reforçar la capacitat d'actuació del Secretariat, així com la independència i neutralitat dels seus membres. Recluta empleats a gran escala, creant una autèntica funció pública internacional de les Nacions Unides. Treballa per protegir aquests nous directors de l'assetjament per part del Comitè de la Casa d'Activitats Antiamericanes i del senador McCarthy. Treballador infatigable, impregnat de l'ideal de servei públic internacional, intenta plasmar els moments particularment difícils de la Guerra Freda i els trastorns geopolítics lligats a la descolonització (pèrdua per part d'Occident de la seva majoria automàtica a l'Assemblea General), els valors de la Carta de les Nacions Unides. Segons el seu amic el poeta WH Auden, un dia hauria comparat la seva funció amb la de 
| « | Papa laïc | » |

. L'exsecretari general Kofi Annan va dir una vegada: 
| « | Quina millor norma de conducta pot adoptar un secretari general que abordar cada nova dificultat, cada nova crisi preguntant-se: Què hauria fet Dag Hammarskjöld al meu lloc? | » |

La seva mediació el 1955 per a l'alliberament de 15 soldats nord-americans capturats per les República Popular de la Xina durant la Guerra de Corea, les seves intervencions en la crisi del canal de Suez el 1956 - amb la creació de la primera força d'emergència de les Nacions Unides - i a Jordània el 1958 li va valer la fama d'un ardent defensor de la pau. Després de la seva mort, John Fitzgerald Kennedy el va descriure com "estadista més gran del segle XX". La seva negativa a escollir entre el camp occidental i el camp soviètic i el seu compromís amb les nacions recentment descolonitzades, especialment les del bloc afroasiàtic (va visitar 21 països africans entre desembre de 1959 i gener de 1960) i contra l'Apartheid (va viatjar a Sud-àfrica el gener de 1961), però, li va valer moltes crítiques i enemistats de les grans potències, especialment durant la crisi congolesa. Després de Hammarskjöld, cap altre secretari general de les Nacions Unides es va atrevir a afirmar, d'una manera tan clara, l'autonomia i la independència de l'Organització davant dels estats més poderosos.

### Hammarskjöld i la crisi congolesa

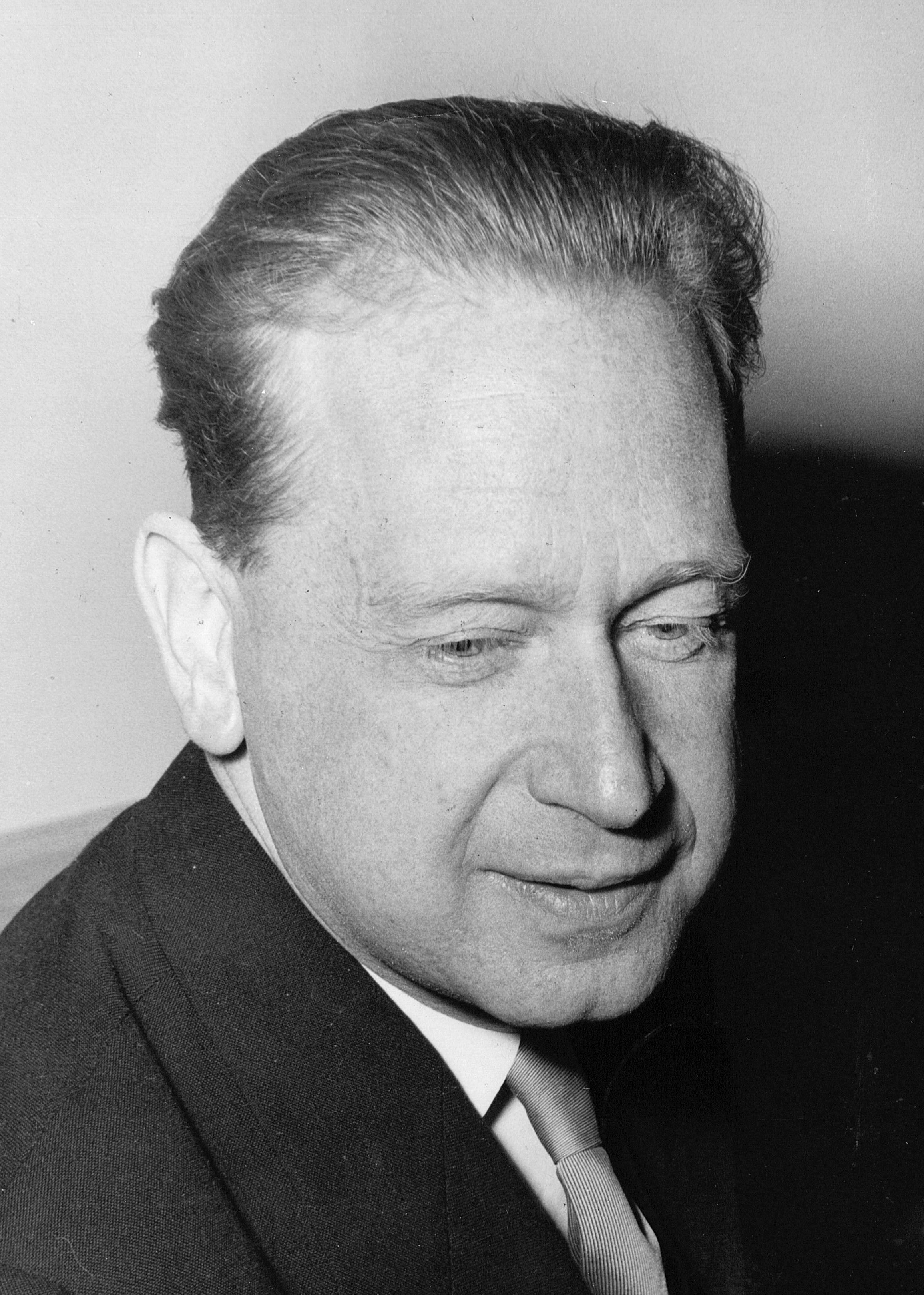
Dag Hammarskjöld el 1961.

Sabent que la independència de la colònia belga havia estat mal preparada i que els països occidentals temien que aquest país estratègic miner passés a l'esfera d'influència soviètica, Hammarskjöld va enviar a aquest país, sense esperar ni tan sols la proclamació d'independència, Ralph Bunche com a representant especial. Després del motí de l'exèrcit, el desplegament de soldats belgues al país i la proclamació de la independència de Katanga l'11 de juliol de 1960, Hammarskjöld va organitzar, el 12 de juliol, a petició del president congolès Joseph Kasavubu i del primer ministre Patrice Lumumba, una reunió de crisi amb el Grup de països africans. El 14 de juliol, per primera vegada, va fer ús de l'article 99 de la Carta de les Nacions per convocar una reunió del Consell de Seguretat sobre la crisi congolesa. El mateix dia, el Consell va adoptar la resolució 143 en què es demanava a Bèlgica que retirés les seves tropes del Congo i que autoritzés Hammarskjöld a prendre totes les mesures necessàries per proporcionar al govern congolès l'assistència militar que necessitava. El primer contingent de l'Operació de les Nacions Unides al Congo (ONUC) va arribar a Léopoldville (Kinshasa) només 48 hores després de la votació de la resolució.
Malgrat això, la crisi va créixer els dies següents amb la proclamació de la independència de Kasai del Sud, el 9 d'agost de 1960, després l'arribada de la cooperació militar soviètica a petició del govern congolès, el 15 d'agost. Després que Lumumba va ser apartat de primer ministre, l'ONUC es va trobar sota la pressió dels Estats Units per donar suport al president Kasavubu i de l'URSS per donar suport a Lumumba. Decidit a evitar una nova Guerra de Corea al cor d'Àfrica Central, Hammarskjöld va mobilitzar els països no alineats per preservar la neutralitat de l'ONUC i evitar-ne la paràlisi. A la tardor de 1960, l'URSS va augmentar la pressió contra Hammarskjöld exigint la seva dimissió i la creació, per dirigir el secretariat de l'ONU, d'un sistema de la Troika amb un membre que representés els estats occidentals, un els estats no alineats i un el comunista. Hammarskjöld es va negar a deixar el seu càrrec i l'URSS va decidir deixar de contribuir al finançament de l'ONUC, com ja feia França.
Després de l'assassinat de Lumumba el gener de 1961, el grup de països no alineats va criticar al seu torn l'acció del secretari general i l'URSS va intentar, una vegada més, obtenir la seva dimissió. Finalment, el Consell de Seguretat va adoptar el 21 febrer 1961, resolució 161, que exigia que el president del secessionista Katanga, Moïse Tshombe, se separés dels seus mercenaris estrangers. El 28 d'agost de 1961, ONUC va llançar a Katanga l'operació "Rumpunch" que va permetre neutralitzar un gran nombre de mercenaris. El govern de Katanga va reaccionar violentament, amenaçant directament els funcionaris de les Nacions Unides a Katanga, inclòs el cap de l'oficina de l'ONU, Conor Cruise O'Brien, el cap d'informació pública Michel Tombelaire, el cap d'informació militar, el tinent coronel Bjørn Egge i el comandant militar de l'ONUC, el tinent general Sean McKeown. El 13 de setembre de 1961, l'ONUC va llançar l'operació " Morthor " amb l'esperança d'esclafar completament l'exèrcit de Katanga. Aquesta iniciativa final s'hauria pres sense l'acord del secretari general, que no obstant això va decidir assumir-la. Va ser extremadament mal rebut pels estats occidentals que volien mantenir una forta autonomia de Katanga i van retreure a Hammarskjöld que no els hagués avisat abans del llançament de l'operació. Va ser en aquest context que Hammarskjöld va començar el seu darrer viatge al Congo, convençut que l'èxit de la seva missió depenia del seu manteniment al capdavant de l'organització, la supervivència de les Nacions Unides i el propi futur de la pau al món.

### Circumstàncies de la seva mort
La nit del 17 al 18 de setembre de 1961, probablement cap a les 00:15, l'Albertina, el DC-6 llogat per l'ONU per l'empresa sueca Transair Sweden, que transportava Dag Hammarskjöld, es va estavellar en un bosc a uns deu quilòmetres de Ndola, al nord de Rhodèsia (actual Zàmbia). Arribà a Kinshasa (Léopoldville) el 13 de setembre de 1961, l'endemà que l'ONUC desencadenés l'operació " Morthor " Hammarskjöld va anar a Ndola per conèixer el president de la independent Katanga Moïse Tshombé. Esperava poder negociar amb ell l'alliberament d'una companyia de cascos blaus assetjats a Jadotville, així com el complet desarmament de les forces katangeses, en aplicació de la resolució 161 del Consell de Seguretat. Pel que sembla, Hammarskjöld va morir en l’impacte juntament amb altres 14 passatgers i tripulants. Només el cap de seguretat, el sergent Harold Julien, va sobreviure a l'accident, però va morir 6 dies després.

### Investigacions oficials
La mort de Hammarskjöld va crear una gran commoció a tot el món, especialment als països del Tercer Món. El primer ministre congolès, Cyrille Adoula, va acusar "els Imperialistes occidentals per haver matat Hammarskjöld i va decretar un dia de dol nacional".
El Departament d'Aviació Civil de la Federació de Rhodèsia va obrir una investigació. Dirigida pel coronel Maurice Barber, va durar del 19 de setembre al 2 de novembre de 1961. Representants de les Nacions Unides i Suècia van participar com a observadors. La investigació va concloure que l'avió volava a una altitud de 1.700 peus, inferior a la que hauria d'haver estat i que un error del pilot va ser la causa de l'accident. L'informe de la investigació admetia, però, que no es podia descartar la possibilitat que l'avió es veiés obligat a volar massa baix.
Sense esperar a la conclusió d'aquest informe, Rhodèsia va crear una comissió d'investigació presidida pel "jutge en cap" Sir John Clayden. La Comissió, que incloïa representants de Rhodèsia, el Regne Unit, Suècia i les Nacions Unides, va rebre notícies de més d’un centenar de persones del 16 al 29 de gener de 1962. El 9 de febrer de 1962, va retornar un informe que desqualificava el testimoni d'una explosió al cel abans de l'accident o els trets a l'avió per part d'un o dos avions. La Comissió tampoc va acceptar la teoria segons la qual els pilots haurien volat massa baix en confondre les coordenades de Ndola amb les de l’aeroport de Ndolo al Congo. Finalment, conclou amb un accident accidental resultant d'un error del pilot. Documentació exhumada el 2017 apunta que l'avió va ser tirotejat poc abans d'aterrar, amb la connivència de Bèlgica que es resistia a la descolonització del Congo.

## Vida política
Amb 31 anys, poc després d'obtenir el seu doctorat en economia política, va ser nomenat Sots-secretari Permanent del Ministeri Suec de Finances, i el 1945 Conseller en el Gabinet Suec Ministerial d'Assumptes Econòmics i Financers. En aquest càrrec va organitzar, entre altres coses, diferents projectes governamentals per als problemes econòmics que sorgirien a conseqüència de la Segona Guerra Mundial i el període de postguerra. Quatre anys més tard va ser designat Secretari General en l'Oficina d'Afers exteriors, i el 1951 es va unir al Gabinet Suec com a Ministre sense cartera, duent els problemes econòmics i de cooperació econòmica amb països en vies de desenvolupament.

## Secretari General de les Nacions Unides

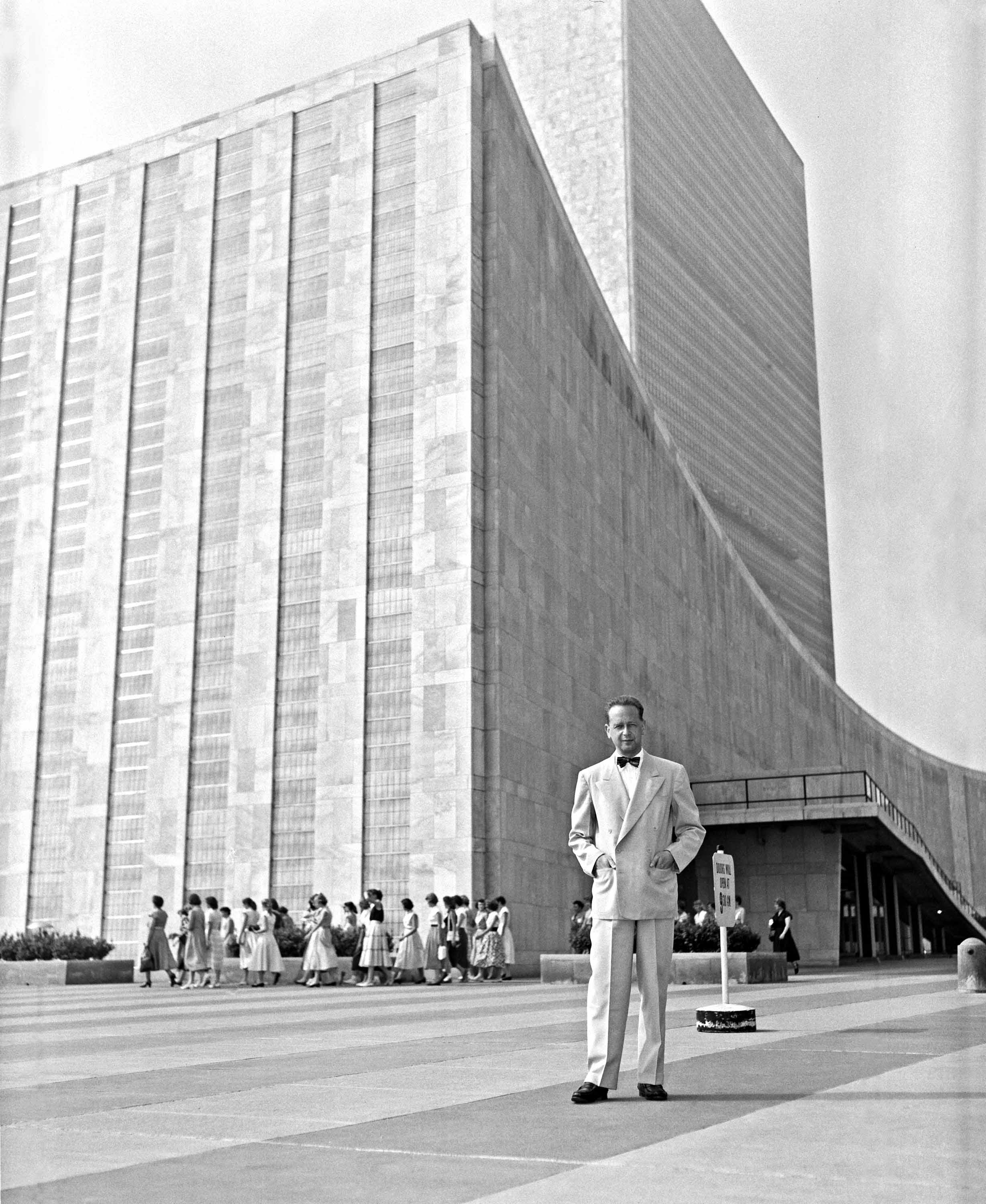
Hammarskjöld davant la seu central de les Nacions Unides a Nova York

Hammarskjöld va ser escollit Secretari General de les Nacions Unides per l'Assemblea General el 7 d'abril de 1953, convertint-se en el segon Secretari General de l'Organització. El setembre de 1957, fou reelegit de forma unànime per a ocupar el càrrec uns altres cinc anys. Al capdavant de les Nacions Unides sempre va destacar com un pacifista, redoblant esforços per evitar guerres, complint amb això un dels objectius de la Carta de les Nacions Unides.
Seguint les mesures dictades pel Consell de Seguretat de l'ONU, les Forces de Pau de l'ONU es van desplegar al Congo Belga a inicis dels anys seixanta. El mateix Hammarskjöld va viatjar a aquest país en 4 ocasions (1960-1961), per a conèixer in situ el treball dels Cascos Blaus de les Nacions Unides. En el quart viatge, el 18 de setembre de 1961, fou l'últim que va realitzar; l'avió que el duia a la missió de treball de l'ONU es va estavellar i tots els passatgers van morir.
Dag Hammarskjold va morir quan només restava un any i quatre mesos per a acabar el seu segon període com a Secretari General. En la seva memòria es va nomenar amb el seu nom la Biblioteca central de l'ONU, "Dag Hammarskjöld Library".
Dag Hammarskjöld va rebre el Premi Nobel de la Pau el 1961 «pels seus treballs de cooperació econòmica amb els països en vies de desenvolupament i ferm pacifista com a Secretari General de les Nacions Unides». La seva mort prematura comportà que li fou concedit a títol pòstum.